# Славянский Союз (партия)
Славянский союз (СС) — польская политическая партия, основанная 3 августа 2006 (образована из ассоциации с одноименным названием, которая была создана 6 июля 2004 г.), которую возглавляет Владимир Рынковский.
Партия принимала участие в местных выборах в 2006 году — получила в избирательном списке муниципального совета Олшево-Борки — 9,13 % (68) голосов — и в городском совете Вроцлава — 0,08 % (21) голосов.
Затем участвовала в выборах в Сеймик Подляского воеводства 20 мая 2007 и не получила ни одного мандата.
Она собиралась участвовать в парламентских выборах в 2007 году, но не зарегистрировала ни одного кандидата.
В 2010 г. выдвинула кандидата в президенты Кшиштофа Мазурского, который не собрал 100 000 подписей и не был зарегистрирован.
В местных выборах в 2010 году Славянский Союз выдвигала кандидатов в Сеймик Мазовецкого воеводства. Их избирательный список получил 0,31 % (5707) голосов. Кроме того, эта партия получила два места в муниципальных советах. В выборах в сенат в 2011 году Славянским Союзом в районе Сосновец-Явожно был зарегистрирован кандидат Анита Валотек, которая получила 2,35 % (2977) голосов.
Согласно заявлению: Славянский Союз защищает права и интересы польского народа и ставит перед собой цель обеспечить сохранение своей славянской идентичности. Партия преследует свои цели путём активного участия в политической, социальной, экономической и культурной жизни. Партия выступает против размещения американского противоракетного щита в Польше, а союзников Польши видит в европейских странах бывшего Восточного блока.